# USS Mustin (DD-413)
USS Mustin (DD-413) byl americký torpédoborec třídy Sims. Během druhé světové války byl torpédoborec nasazen v Pacifiku. Bojoval například v bitvě u ostrovů Santa Cruz a námořní bitvě u Guadalcanalu. Přítomen byl vylodění na atolu Makin, Gilbertových ostrovech, Filipínách a Okinawě. Mustin byl potopen 4. dubna 1948 během jaderných testů na atolu Bikini.